# Chorramszahi
Chorramszahi (pers. خرمشاهي) – wieś w Iranie, w ostanie Kerman. W 2006 roku miejscowość liczyła 61 mieszkańców w 15 rodzinach.